# Prospherysa pulverea
Prospherysa pulverea är en tvåvingeart som först beskrevs av Daniel William Coquillett 1897.  Prospherysa pulverea ingår i släktet Prospherysa och familjen parasitflugor. Inga underarter finns listade i Catalogue of Life.